# Erwin Baur (Apfel)

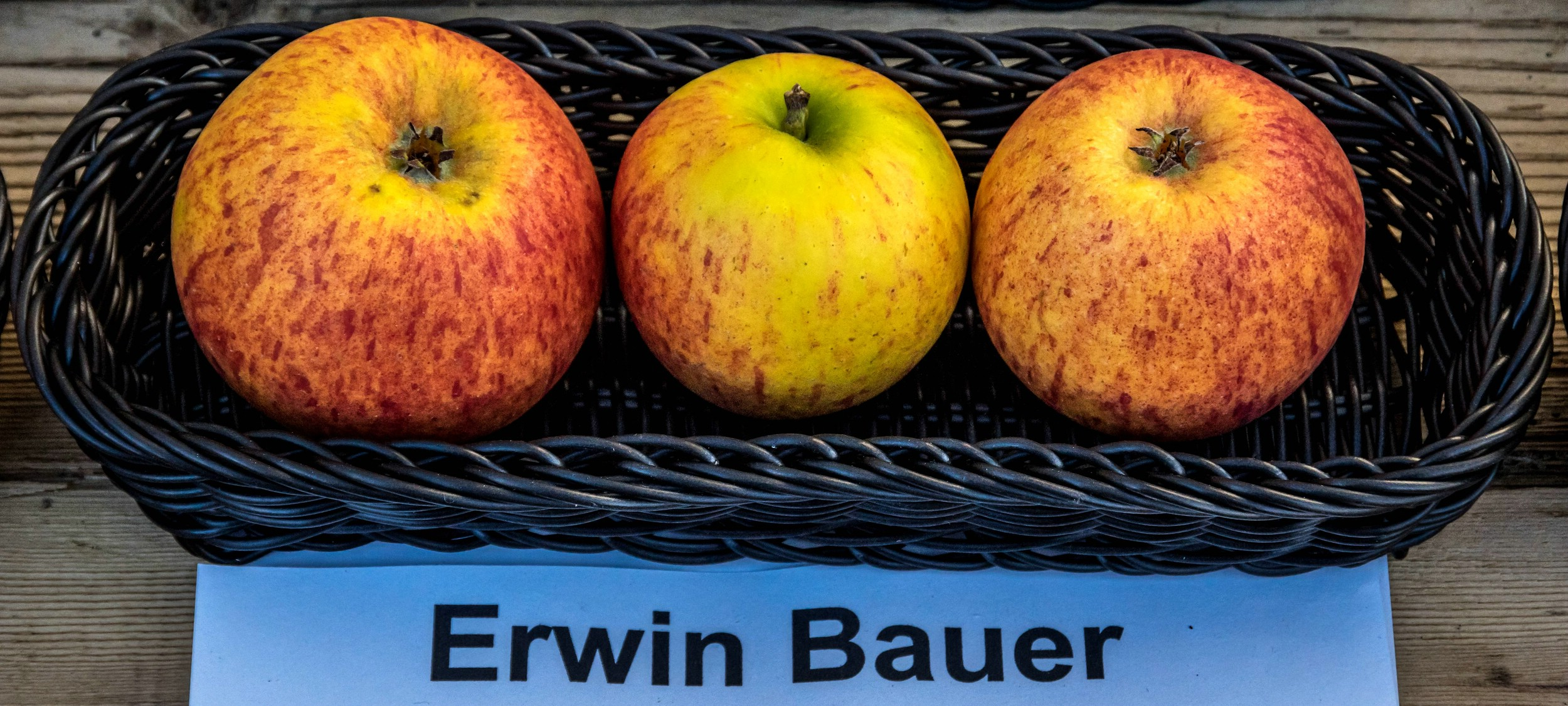
Ansicht der Frucht

Erwin Baur ist eine Sorte des Apfels (Malus domestica). Sie wurde am Institut für Acker- und Pflanzenbau in Müncheberg aus einem Sämling der Sorte 'Geheimrat Dr. Oldenburg' gezogen. Die Sorte wurde benannt nach dem deutschen Arzt, Botaniker, Genetiker und Züchtungsforscher Erwin Baur.

## Beschreibung
Der anfangs stark- und später mittelstarkwüchsige Baum bildet aufrechte Leitäste mit geringer Verzweigung aus. Die Krone hat eine breitkugelige Form. Die Sorte ist gering anfällig gegen Mehltau, und hoch widerstandsfähig gegen Schorf.
Die dichten Blütenstände entwickeln sich nur an Kurztrieben, die an ein- und zweijährigen Langtrieben stehen. Die Blüten sind frostempfindlich.
Die mittelgroße bis große Frucht wird 68 mm breit und 57 mm hoch und erreicht ein Gewicht von 105 Gramm. Die glatte, trockene und später klebrige, mittelfeste Schale ist grüngelb gefärbt und mit kurzen rotbraunen Streifen versehen. Das weißlichgelbe Fruchtfleisch ist mittelfest, mittelfeinzellig, saftig, süßsäuerlich und abhängig vom jeweiligen Standort edelaromatisch bis fad. Die Pflückreife reicht von Anfang bis Mitte Oktober. Die Genussreife geht von Dezember bis März. Der Apfel ist bis März lagerfähig.
Von der Sorte existiert eine rotschalige Mutante mit dem Namen 'Roba'. Sie unterscheidet sich durch eine fast komplette rot gefärbte und weniger klebrige Schale. Außerdem ist das Aroma verbessert.